# Lagonosticta
Lagonosticta es un género de aves paseriformes perteneciente a la familia Estrildidae.

## Especies
Contiene las siguientes especies:
- Lagonosticta rara - amaranta ventrinegra;
- Lagonosticta rufopicta - amaranta barrada;
- Lagonosticta nitidula - amaranta parda;
- Lagonosticta senegala - amaranta senegalesa;
- Lagonosticta sanguinodorsalis - amaranta roquera;
- Lagonosticta umbrinodorsalis - amaranta de Chad;
- Lagonosticta virata - amaranta de Mali;
- Lagonosticta rubricata - amaranta ocre;
- Lagonosticta landanae - amaranta de Landana;
- Lagonosticta rhodopareia - amaranta de Jameson;
- Lagonosticta larvata - amaranta carinegra.